# Nationaal park Kilimanjaro
Het Nationaal park Kilimanjaro is een nationaal park gelegen bij Moshi, Tanzania. Het ligt bij de Kilimanjaro, en omvat een gebied van 753 km² van 2°45'–3°25' Z, 37°00'–37°43' O.
In de jaren 1910 werd de Kilimanjaro en de bossen eromheen door het Duitse koloniale bewind uitgeroepen tot wildpark. In 1921 werd het een natuurpark.
In 1973 werd het gebied boven de boomgrens (~2700 m) geherclassificeerd als Nationaal park en in 1977 geopend voor het publiek. Het park werd in 1987 door UNESCO tot werelderfgoed uitgeroepen.